# Referendum abrogativo in Italia del 2016

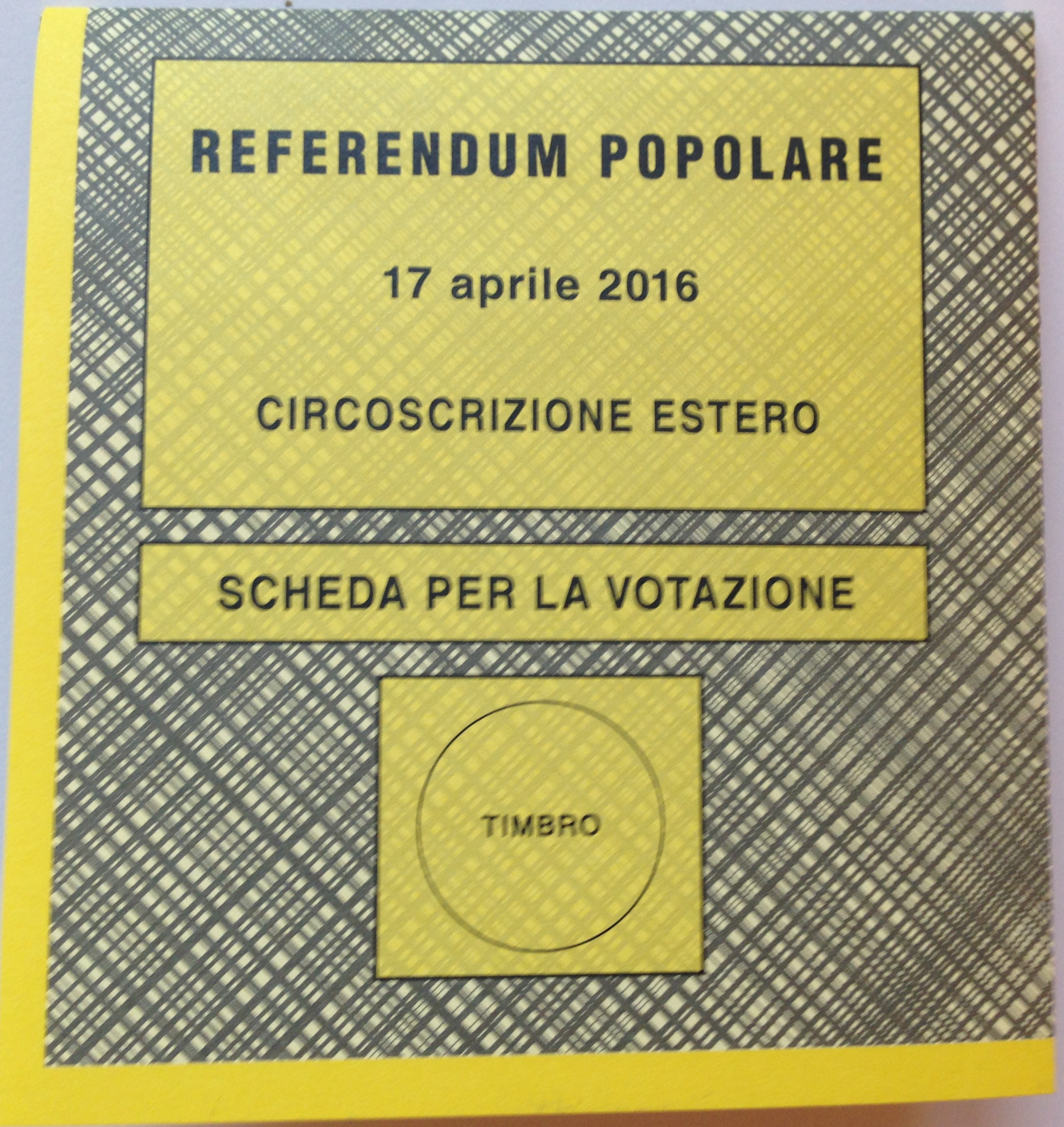
Frontespizio di una scheda referendaria destinata al voto per corrispondenza dei cittadini italiani residenti all'estero

Il referendum abrogativo in Italia del 2016 si tenne il 17 aprile ed ebbe ad oggetto l'abrogazione della disposizione con cui la durata delle concessioni per l'estrazione di idrocarburi in zone di mare (entro 12 miglia nautiche dalla costa) era stata estesa sino all'esaurimento della vita utile dei rispettivi giacimenti.
Malgrado la netta preponderanza dei suffragi favorevoli all'abrogazione della norma (pari all'85,85% dei voti validi), il referendum non produsse effetti poiché votò soltanto il 31,19% degli elettori residenti in Italia e all'estero: per l'efficacia della consultazione era infatti richiesta la partecipazione al voto della maggioranza degli aventi diritto (quorum).
È stato il quarto referendum abrogativo chiesto da almeno cinque Consigli regionali nella storia della Repubblica Italiana, dopo quelli del 1993 e 1997.

## Contesto

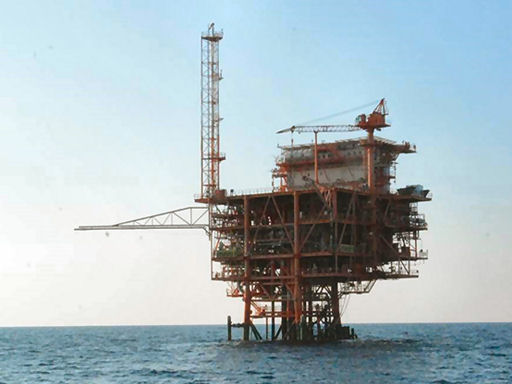
Piattaforma di produzione di gas naturale «Annamaria B» nel mare Adriatico al largo di Ravenna

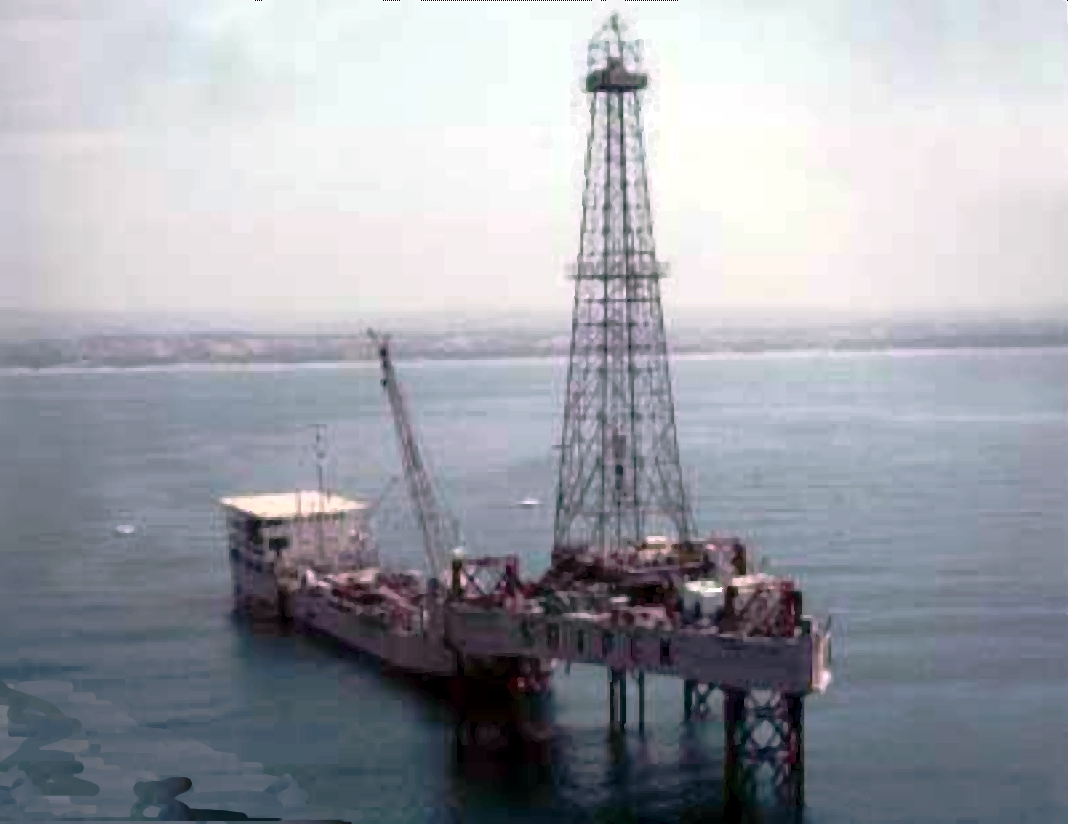
Pozzo «Gela mare 21» in perforazione presso l'impianto «Scarabeo 1» della Saipem al largo di Gela (Caltanissetta)

La ricerca di idrocarburi liquidi e/o gassosi nel mare italiano può avvenire – con determinate limitazioni poste ai fini della salvaguardia delle coste e della tutela ambientale – solo in determinate «zone marine» individuate dal Parlamento o dal Ministero dello sviluppo economico. Dal 2013 sono vietate le nuove perforazioni nel mar Tirreno, nelle aree marine protette e nelle acque comprese entro le 12 miglia nautiche dalla costa; tuttavia, le concessioni autorizzate prima del 2013 possono continuare fino all'esaurimento delle risorse da estrarre.
In Italia sono presenti e autorizzate complessivamente 79 piattaforme marine, di cui 31 eroganti situate oltre le 12 miglia dalla costa e dalle aree protette e 48 eroganti entro le 12 miglia.

### Produzione di idrocarburi
Entro le 12 miglia sono autorizzate 9 concessioni (con 39 piattaforme) la cui autorizzazione è scaduta e ne è stata chiesta la proroga entro le 12 miglia (nel caso avessero vinto i «sì» al referendum, non sarebbero state prorogate): tali impianti hanno prodotto nel 2015 circa 622 milioni di metri cubi di gas (pari al 9% della produzione nazionale e al 1,1% dei consumi complessivi del 2014).
Sempre entro le 12 miglia, sono presenti altre 17 concessioni in scadenza dal 2017 e che termineranno nel 2027, che nel 2015 hanno estratto 1,21 miliardi di metri cubi di gas (pari al 17,6% della produzione nazionale e al 2,1% dei consumi 2014) e 500 000 tonnellate di petrolio (circa il 9,1% della produzione nazionale e lo 0,8% dei consumi 2014). Queste concessioni, nel caso di vittoria del «sì» al referendum, non sarebbero state prorogate dopo il 2027.
Le piattaforme petrolifere vicino alla costa di Crotone (concessione di coltivazione D.C 1.AG in scadenza nel 2018) hanno prodotto nel 2015 circa 557 milioni di metri cubi di gas (pari all'8% della produzione nazionale, in calo costante a partire dal 2003 e meno di un quarto di quanto produceva nel 1994): la mancata proroga dell'autorizzazione potrebbe causare una perdita a livello nazionale pari allo 0,8% del consumo annuo di gas e allo 0,4% dei consumi totali.
| Zona marina (Regione)                                   | Gas naturale (Sm³) | Gasolina (kg)  | Olio greggio (kg) |
| ------------------------------------------------------- | ------------------ | -------------- | ----------------- |
| A – Emilia-Romagna                                      | 935 758 382        | 140 487        | 0                 |
| B – Marche e Abruzzo                                    | 54 004 511         | 436 237        | 295 826 731       |
| C – Sicilia                                             | 4 625 021          | 0              | 247 054 152       |
| D – Calabria                                            | 622 667 455        | 0              | 0                 |
| Totale produzione entro 12 miglia (2015)                | 1 518 932 151      | 576 724        | 542 880 883       |
| Percentuale di produzione rispetto ai consumi nazionali | 2,27%              | 0,91%          | 0,91%             |
| Consumo nazionale (2015)                                | ~66 900 000 000    | 59 809 999 998 | 59 809 999 998    |

### Dibattito sulla presenza di inquinanti legati alle attività estrattive in mare
L'inquinamento prodotto in normali condizioni d'utilizzo su pesca e vita marina – insieme ai rischi di disastro ambientale in un mare chiuso in caso di malfunzionamento – sono due dei principali argomenti portati a sostegno del referendum.
Per quanto riguarda il primo punto, sono stati diffusi pochi dati sull'inquinamento nelle aree di estrazione. L'organizzazione Greenpeace ha pubblicato un report, basato su dati dell'Istituto superiore per la protezione e la ricerca ambientale (ISPRA), che afferma come i fondali marini al di sotto delle piattaforme stiano superando i limiti di inquinamento nel 79% dei casi (i dati si riferiscono al 2014), con tassi di inquinanti nelle cozze più alti del 30% rispetto ad altre aree marine. L'ISPRA e il Ministero dell'ambiente e della tutela del territorio e del mare, interpellati con un'istanza di accesso agli atti, hanno fornito dati relativi a 34 impianti sulla costa emiliano-romagnola, non dando informazioni sui rimanenti 100.

## L'iniziativa referendaria
Il 6 luglio 2015 due organizzazioni ambientaliste, il Coordinamento nazionale No Triv, l'Associazione A Sud Ecologia e Cooperazione ONLUS, hanno sottoposto alle regioni una proposta di referendum popolare sulle trivellazioni in mare, da indire senza ricorrere alla raccolta di firme ma avvalendosi del potere d'iniziativa che la Costituzione attribuisce alle regioni medesime. L'istanza, sottoscritta da 130 organizzazioni e da alcune personalità pubbliche, è stata ufficialmente inoltrata alle assemblee regionali il 3 settembre. L'11 settembre 2015 la Conferenza dei Presidenti dei Consigli regionali ha approvato all'unanimità la predisposizione di proposta referendaria.
Entro il termine del 30 settembre, come prescritto dalla legge, la richiesta d'indizione del referendum è stata formalmente approvata – con distinte delibere conformi – dai Consigli regionali di Abruzzo, Basilicata, Calabria, Campania, Liguria, Marche, Molise, Puglia, Sardegna e Veneto, otto dei quali erano accomunati da una maggioranza politica di centro-sinistra.
La regione Abruzzo si è successivamente ritirata dall'iniziativa nel gennaio del 2016.
La proposta referendaria comprendeva inizialmente sei diversi quesiti, inerenti rispettivamente alle proposte di:
1. abrogazione della dichiarazione di strategicità, indifferibilità e urgenza delle attività di prospezione, ricerca e coltivazione degli idrocarburi liquidi e gassosi (articolo 38, comma 1, del cosiddetto «decreto Sblocca Italia», vale a dire del decreto-legge 12 settembre 2014, nº 133, convertito con modificazioni dalla legge 11 novembre 2014, nº 164);
2. abrogazione della nuova procedura di approvazione del cosiddetto «piano delle aree» di estrazione degli idrocarburi (articolo 38, comma 1-bis, del cosiddetto «decreto Sblocca Italia»);
3. abrogazione della nuova disciplina sulla durata delle attività autorizzate dal nuovo «titolo concessorio unico» (articolo 38, comma 5, del cosiddetto «decreto Sblocca Italia»);
4. abrogazione del potere sostitutivo dello Stato di autorizzare, in caso di rifiuto delle amministrazioni regionali, le infrastrutture e gli insediamenti strategici, inclusi quelli necessari per trasporto, stoccaggio, trasferimento degli idrocarburi in raffineria e altre opere strumentali per lo sfruttamento degli idrocarburi medesimi (articolo 57, comma 3-bis, del cosiddetto «decreto Semplifica Italia», vale a dire del decreto-legge 9 febbraio 2012, nº 5, convertito con modificazioni dalla legge 4 aprile 2012, nº 35);
5. abrogazione del potere sostitutivo dello Stato di autorizzare, senza concertazione con le regioni, le attività di prospezione, ricerca e coltivazione di idrocarburi (articolo 1, comma 8-bis, della legge 23 agosto 2004, nº 239);
6. abrogazione della possibilità di proroga delle estrazioni fino all'esaurimento dei giacimenti, solo per le concessioni marittime già rilasciate che distano meno di 12 miglia nautiche internazionali dalla costa (articolo 6, comma 17, del decreto legislativo 3 aprile 2006, nº 152).

### Il controllo della Cassazione
Il 27 novembre 2015, l'Ufficio centrale per il referendum presso la Corte suprema di cassazione ha giudicato legittimi tutti i sei quesiti presentati dai Consigli regionali, riformulandone il testo in alcuni passaggi e attribuendo una denominazione a ciascuna delle richieste referendarie.
Nel dicembre del 2015, l'organizzazione ambientalista Greenpeace ONLUS ha commissionato un sondaggio d'opinione dal quale è emerso come la metà degli interpellati fosse a conoscenza dell'iniziativa referendaria; i pareri degli intervistati hanno mostrato inoltre una preponderanza della contrarietà alle trivellazioni in mare.

### I provvedimenti del Governo e il vaglio della Consulta
In un secondo momento, l'8 gennaio 2016, l'Ufficio centrale per il referendum è stato chiamato a riesaminare i quesiti, respingendo i primi cinque a causa delle modifiche promosse dal Governo Renzi e introdotte nel frattempo dal Parlamento con la legge di stabilità finanziaria.

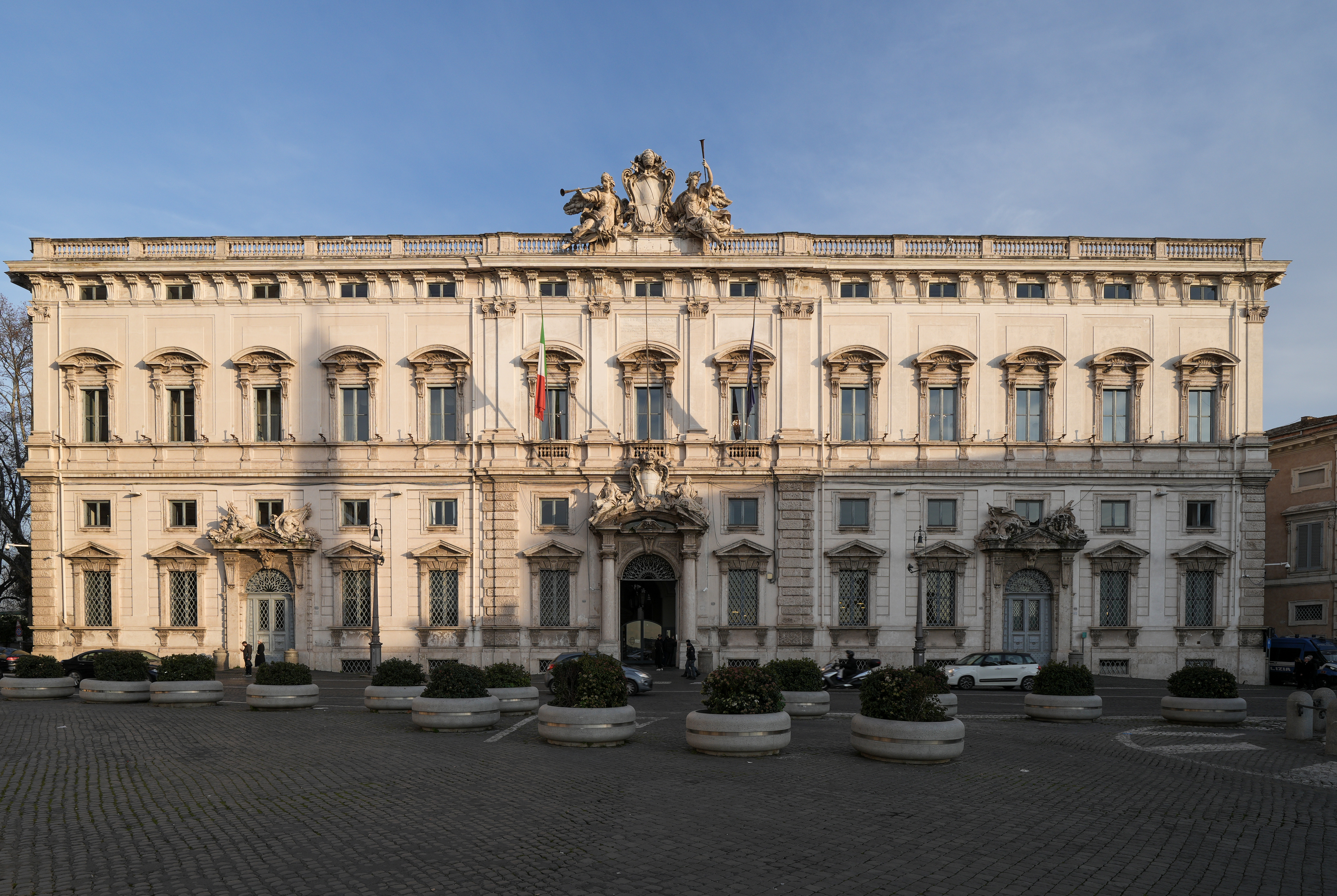
Palazzo della Consulta, sede della Corte costituzionale

L'unico quesito rimasto, volto a cancellare la facoltà di prorogare le estrazioni fino all'esaurimento dei giacimenti, è stato infine dichiarato ammissibile dalla Corte costituzionale il 19 gennaio 2016.

### Il ricorso delle Regioni per la riammissione dei quesiti esclusi
Alcuni fra i Consigli regionali promotori della consultazione hanno sollevato un conflitto di attribuzione fra poteri dello Stato allo scopo di far riammettere due dei cinque quesiti non accolti dall'Ufficio centrale per il referendum. In particolare le Regioni lamentavano il fatto che il Parlamento, modificando parte della normativa sulle trivellazioni per iniziativa del Governo, avrebbe «legiferato su materie di competenza regionale».
Il ricorso è stato rigettato dalla Corte costituzionale il 9 marzo 2016 per un mero vizio di forma. I rappresentanti di cinque Consigli regionali (Basilicata, Campania, Liguria, Puglia e Sardegna), infatti, sono stati ritenuti «non legittimati» a sollevare il conflitto di attribuzione, in quanto carenti delle delibere consiliari che li autorizzavano a stare in giudizio (solo l'assemblea del Veneto aveva approvato tale delibera). Dal momento che il referendum deve essere richiesto da almeno cinque regioni, il ricorso è stato dunque respinto senza entrare nel merito.

## La calendarizzazione

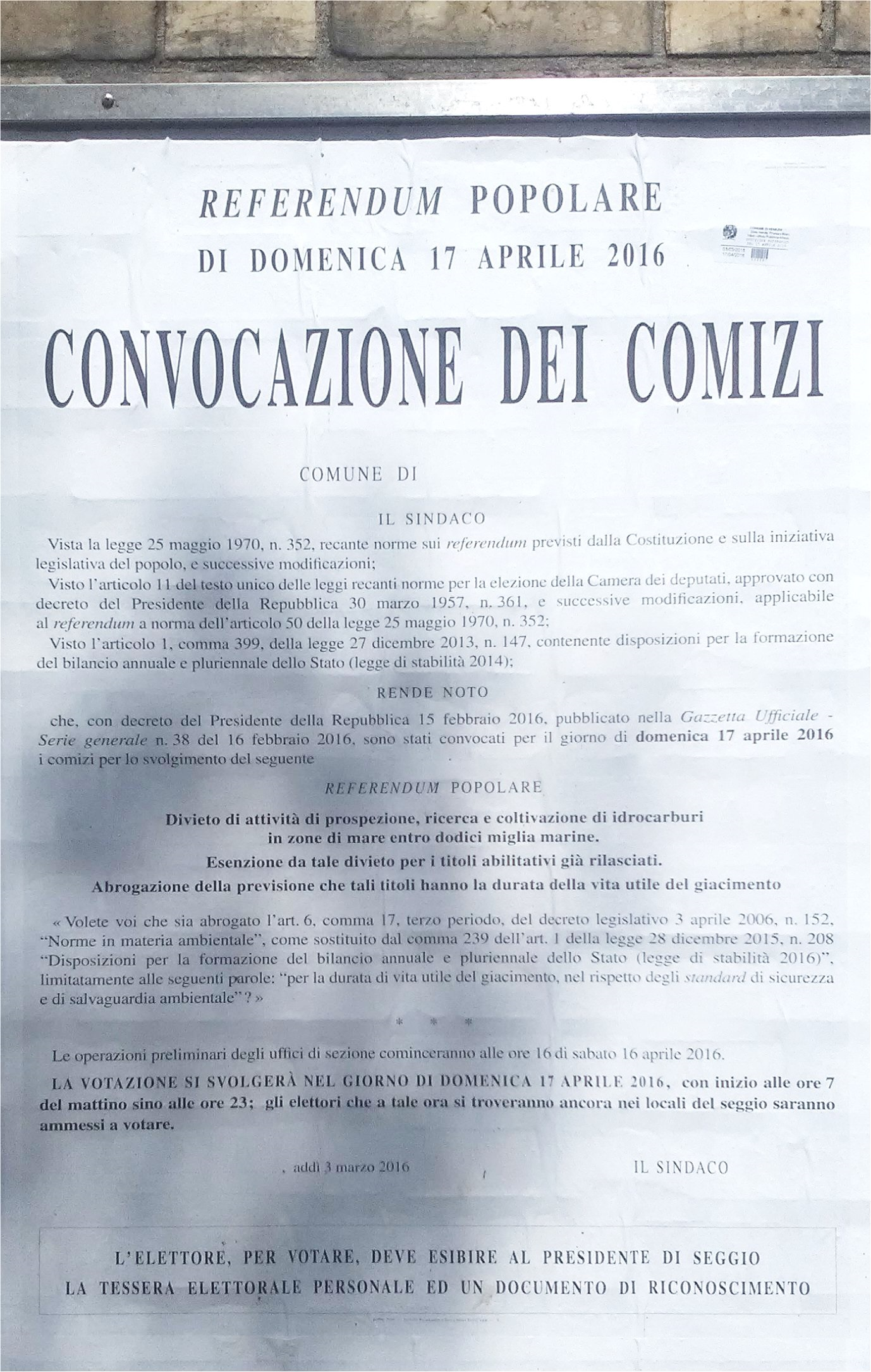
Manifesto di convocazione dei comizi

### Convocazione dei comizi
Il referendum abrogativo è stato fissato per il 17 aprile 2016.
In un primo momento, era stato proposto l'accorpamento alle elezioni amministrative. Tuttavia il Governo ha optato per la divisione delle due consultazioni. A favore dell'accorpamento si sono dichiarati i promotori e l'opposizione parlamentare, denunciando un'evitabile spesa aggiuntiva tra i 350 e i 400 milioni di euro(in realtà il risparmio sarebbe stato circa tra i 75 e i 100 milioni dato che le successive elezioni amministrative si svolgevano solo in un quarto del territorio nazionale). Il Presidente del Consiglio Matteo Renzi ha inoltre dichiarato che il Governo non avrebbe potuto accorpare le consultazioni neanche se avesse voluto perché una legge lo impediva.
Il Presidente Sergio Mattarella ha firmato il decreto che indice il referendum anche in base all'articolo 7 del decreto-legge 98 del 2011 («Disposizioni urgenti per la stabilizzazione finanziaria»), che prescrive l'obbligatorietà di abbinare elezioni di diverso grado tra loro in un'unica data nell'anno solare, senza prevedere il medesimo obbligo per i referendum. Vi è un unico precedente di accorpamento di un referendum abrogativo con un'altra consultazione: nel 2009, le operazioni di voto per tre referendum abrogativi si svolsero contestualmente al turno di ballottaggio delle elezioni amministrative.

### Il ricorso amministrativo contro il mancato «election day»
All'inizio di aprile, i Radicali Italiani e il Codacons hanno depositato due distinti ricorsi al Tribunale amministrativo regionale del Lazio, al fine di prevenire il danno economico derivante dalla decisione del Governo di non prevedere un'unica data per lo svolgimento del referendum e delle elezioni amministrative. La Regione Puglia ha dichiarato di voler sostenere il ricorso per l'accorpamento nell'«election day», unitamente al Comune di Napoli e alla Regione del Veneto.
Nel ricorso presentato dai Radicali Italiani viene contestata, oltre al danno economico del mancato «election day», anche la ravvicinata calendarizzazione del referendum alla prima domenica utile nel periodo consentito dal 15 aprile al 15 giugno, cioè appena 62 giorni dopo del decreto di indizione e senza la consultazione preventiva dei promotori referendari, dell'AGCOM, nonché della Commissione parlamentare per l'indirizzo generale e la vigilanza dei servizi radiotelevisivi.
Il 13 aprile il TAR ha respinto il ricorso, sostenendo che non fosse più possibile rimediare al danno economico denunciato (infatti, mancando appena 4 giorni al voto, le maggiori spese erano già state compiute), e affermando: «non appaiono ravvisabili elementi sufficienti a rivelare l'irragionevolezza e/o illogicità della scelta della data del 17 aprile 2016».
Subito dopo la sentenza, il Codacons ha preannunciato il ricorso urgente in appello al Consiglio di Stato. Il 15 aprile il Consiglio di Stato ha respinto tale ultima istanza, confermando – in via definitiva – la data del referendum.

## Sondaggi prima del voto
| Data                | Realizzatore | Committente                                                                                   | Sì            | No               | Scarto | Indecisi/ non rispondono | Affluenza stimata | Raggiungimento del quorum |                  |     |     |     |     |     |    |
| ------------------- | ------------ | --------------------------------------------------------------------------------------------- | ------------- | ---------------- | ------ | ------------------------ | ----------------- | ------------------------- | ---------------- | --- | --- | --- | --- | --- | -- |
| Data                | Realizzatore | Committente                                                                                   | 28 marzo 2016 | Istituto Piepoli | Scarto | Indecisi/ non rispondono | Affluenza stimata | Raggiungimento del quorum | Istituto Piepoli | 82% | 18% | 64% | 21% | 75% | Sì |
| 22 marzo 2016       | Demopolis    | LA7 – Otto e mezzo                                                                            | 74%           | 26%              | 48%    | 15%                      | n.d.              | n.d.                      |                  |     |     |     |     |     |    |
| 15-16 febbraio 2016 | SWG          | Conferenza dei Presidenti delle Assemblee legislative delle Regioni e delle Province autonome | 78%           | 22%              | 56%    | n.d.                     | n.d.              | n.d.                      |                  |     |     |     |     |     |    |

## Il quesito
Il quesito propone l'abrogazione della norma che ha consentito di prorogare le concessioni per l'estrazione degli idrocarburi sino all'esaurimento dei rispettivi giacimenti. La disposizione riguarda esclusivamente le trivellazioni in mare già in attività che operano a una distanza non superiore a 12 miglia nautiche dalla costa (12 miglia nautiche equivalgono a 22 224 metri).
- Colore scheda: Giallo
- Motto: Divieto di attività di prospezione, ricerca e coltivazione di idrocarburi in zone di mare entro dodici miglia marine. Esenzione da tale divieto per i titoli abilitativi già rilasciati. Abrogazione della previsione che tali titoli hanno la durata della vita utile del giacimento.
- Descrizione: Il quesito è relativo all'abrogazione della previsione che le attività di coltivazione di idrocarburi relative a provvedimenti concessori già rilasciati in zone di mare entro dodici miglia nautiche abbiano durata pari alla vita utile del giacimento, nel rispetto degli standard di sicurezza e di salvaguardia ambientale[52].

### Gli effetti sulla legge
Il comma 17 dell'articolo 6 del decreto legislativo 3 aprile 2006, nº 152 sarebbe stato così modificato nel caso in cui il referendum avesse registrato la maggioranza di voti per il sì, previo raggiungimento del quorum:
| Testo in vigore | Testo proposto in modifica |
| --- | --- |
| 17. Ai fini di tutela dell'ambiente e dell'ecosistema, all'interno del perimetro delle aree marine e costiere a qualsiasi titolo protette per scopi di tutela ambientale, in virtù di leggi nazionali, regionali o in attuazione di atti e convenzioni dell'Unione europea e internazionali sono vietate le attività di ricerca, di prospezione nonché di coltivazione di idrocarburi liquidi e gassosi in mare, di cui agli articoli 4, 6 e 9 della legge 9 gennaio 1991, n. 9. Il divieto è altresì stabilito nelle zone di mare poste entro dodici miglia dalle linee di costa lungo l’intero perimetro costiero nazionale e dal perimetro esterno delle suddette aree marine e costiere protette. I titoli abilitativi già rilasciati sono fatti salvi per la durata di vita utile del giacimento, nel rispetto degli standard di sicurezza e di salvaguardia ambientale. Sono sempre assicurate le attività di manutenzione finalizzate all’adeguamento tecnologico necessario alla sicurezza degli impianti e alla tutela dell’ambiente, nonché le operazioni finali di ripristino ambientale. A decorrere dalla data di entrata in vigore della presente disposizione, i titolari delle concessioni di coltivazione in mare sono tenuti a corrispondere annualmente l'aliquota di prodotto di cui all'articolo 19, comma 1 del decreto legislativo 25 novembre 1996, n. 625, elevata dal 7% al 10% per il gas e dal 4% al 7% per l'olio. Il titolare unico o contitolare di ciascuna concessione è tenuto a versare le somme corrispondenti al valore dell'incremento dell'aliquota ad apposito capitolo dell'entrata del bilancio dello Stato, per essere interamente riassegnate, in parti uguali, ad appositi capitoli istituiti nello stato di previsione, rispettivamente, del Ministero dello sviluppo economico, per lo svolgimento delle attività di vigilanza e controllo della sicurezza anche ambientale degli impianti di ricerca e coltivazione in mare, e del Ministero dell’ambiente e della tutela del territorio e del mare, per assicurare il pieno svolgimento delle azioni di monitoraggio, ivi compresi gli adempimenti connessi alle valutazioni ambientali in ambito costiero e marino, anche mediante l’impiego dell’Istituto superiore per la protezione e la ricerca ambientale (ISPRA), delle Agenzie regionali per l’ambiente e delle strutture tecniche dei corpi dello Stato preposti alla vigilanza ambientale, e di contrasto dell’inquinamento marino. | 17. Ai fini di tutela dell'ambiente e dell'ecosistema, all'interno del perimetro delle aree marine e costiere a qualsiasi titolo protette per scopi di tutela ambientale, in virtù di leggi nazionali, regionali o in attuazione di atti e convenzioni dell'Unione europea e internazionali sono vietate le attività di ricerca, di prospezione nonché di coltivazione di idrocarburi liquidi e gassosi in mare, di cui agli articoli 4, 6 e 9 della legge 9 gennaio 1991, n. 9. Il divieto è altresì stabilito nelle zone di mare poste entro dodici miglia dalle linee di costa lungo l’intero perimetro costiero nazionale e dal perimetro esterno delle suddette aree marine e costiere protette. I titoli abilitativi già rilasciati sono fatti salvi. Sono sempre assicurate le attività di manutenzione finalizzate all’adeguamento tecnologico necessario alla sicurezza degli impianti e alla tutela dell’ambiente, nonché le operazioni finali di ripristino ambientale. A decorrere dalla data di entrata in vigore della presente disposizione, i titolari delle concessioni di coltivazione in mare sono tenuti a corrispondere annualmente l'aliquota di prodotto di cui all'articolo 19, comma 1 del decreto legislativo 25 novembre 1996, n. 625, elevata dal 7% al 10% per il gas e dal 4% al 7% per l'olio. Il titolare unico o contitolare di ciascuna concessione è tenuto a versare le somme corrispondenti al valore dell'incremento dell'aliquota ad apposito capitolo dell'entrata del bilancio dello Stato, per essere interamente riassegnate, in parti uguali, ad appositi capitoli istituiti nello stato di previsione, rispettivamente, del Ministero dello sviluppo economico, per lo svolgimento delle attività di vigilanza e controllo della sicurezza anche ambientale degli impianti di ricerca e coltivazione in mare, e del Ministero dell’ambiente e della tutela del territorio e del mare, per assicurare il pieno svolgimento delle azioni di monitoraggio, ivi compresi gli adempimenti connessi alle valutazioni ambientali in ambito costiero e marino, anche mediante l’impiego dell’Istituto superiore per la protezione e la ricerca ambientale (ISPRA), delle Agenzie regionali per l’ambiente e delle strutture tecniche dei corpi dello Stato preposti alla vigilanza ambientale, e di contrasto dell’inquinamento marino. |

### Dibattito sulle conseguenze giuridiche del referendum
Gli effetti pratici dell'abrogazione della norma erano controversi e oggetto di opinioni contrastanti, non solo tra favorevoli e contrari al referendum ma anche all'interno dello stesso comitato promotore. Il presidente della Regione Puglia Michele Emiliano sosteneva che l'abrogazione avrebbe determinato il ritorno in vigore della legge n. 9 del 1991 che avrebbe permesso la proroga della concessione dei pozzi di cinque anni in cinque anni nella fase finale ma con i controlli delle Regioni.
Il costituzionalista Enzo Di Salvatore, tra i promotori del referendum, sosteneva al contrario che tale legge non sarebbe tornata in vigore e pertanto non sarebbe stato possibile ottenere alcuna proroga ulteriore dopo la scadenza delle concessioni già rilasciate. Questa seconda interpretazione è stata sostenuta anche dalla maggior parte dei contrari al quesito tra cui il sottosegretario Claudio De Vincenti – secondo cui la vecchia norma non sarebbe potuta tornare in vigore in quanto abrogata – e il comitato «Ottimisti e razionali», secondo il quale la reviviscenza della norma sarebbe stata esclusa dalla Corte costituzionale.
Altri ancora infine sostenevano che l'abrogazione non avrebbe prodotto alcun effetto pratico e consideravano quindi la consultazione un mero «referendum di stimolo». Pietro Ichino (PD), ad esempio, sosteneva che «se si legge il quesito referendario sulla prosecuzione dell'estrazione di idrocarburi dal fondo marino, ci si convince subito che il suo contenuto pratico è nullo. Certo, il voto può assumere un meta-significato politico; ma allora […] di questo si deve discutere e non di "trivelle"».

## Posizioni

### Partiti rappresentati nel Parlamento italiano e/o europeo

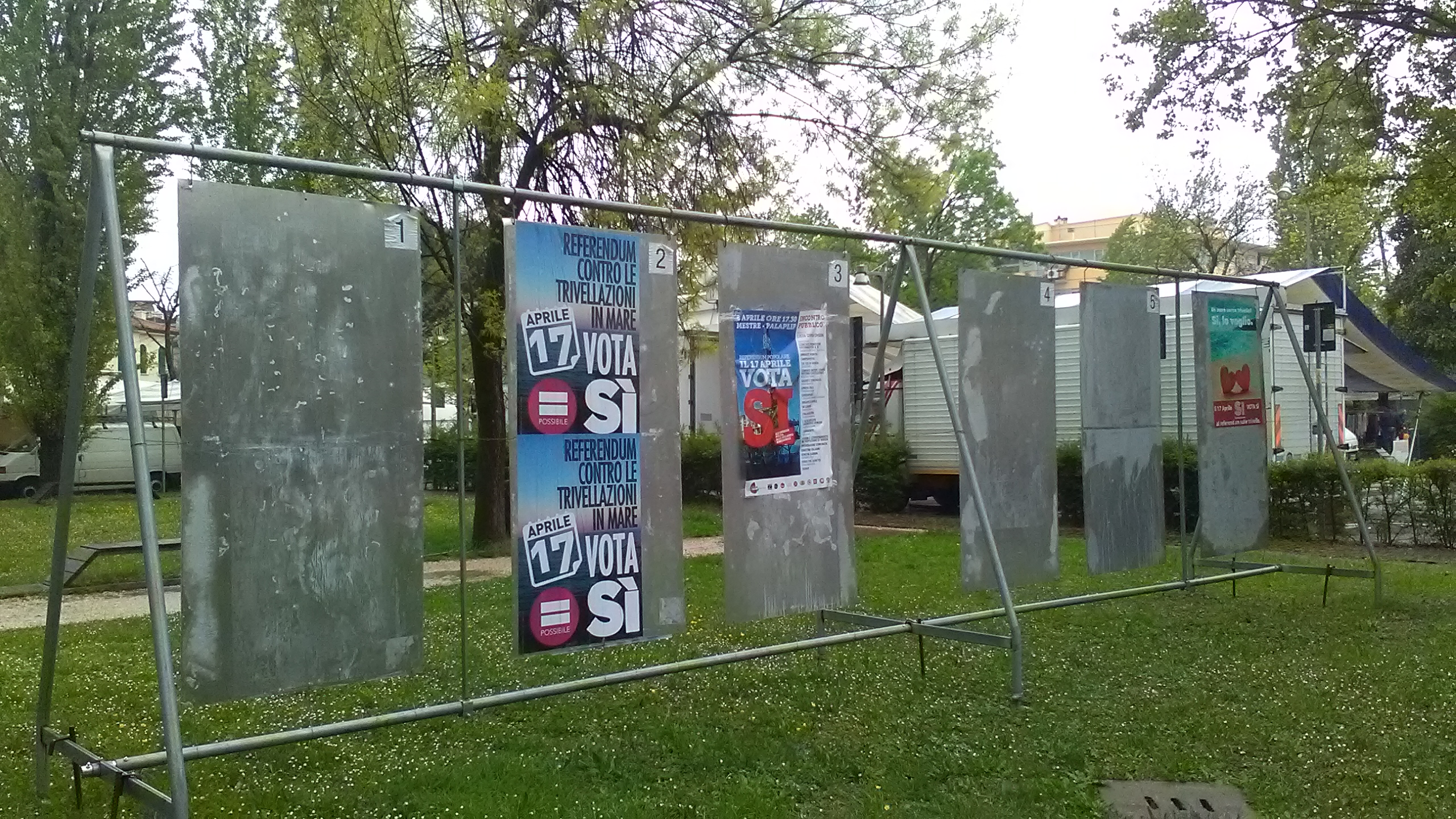
Pubblicità elettorale per il referendum del 17 aprile 2016

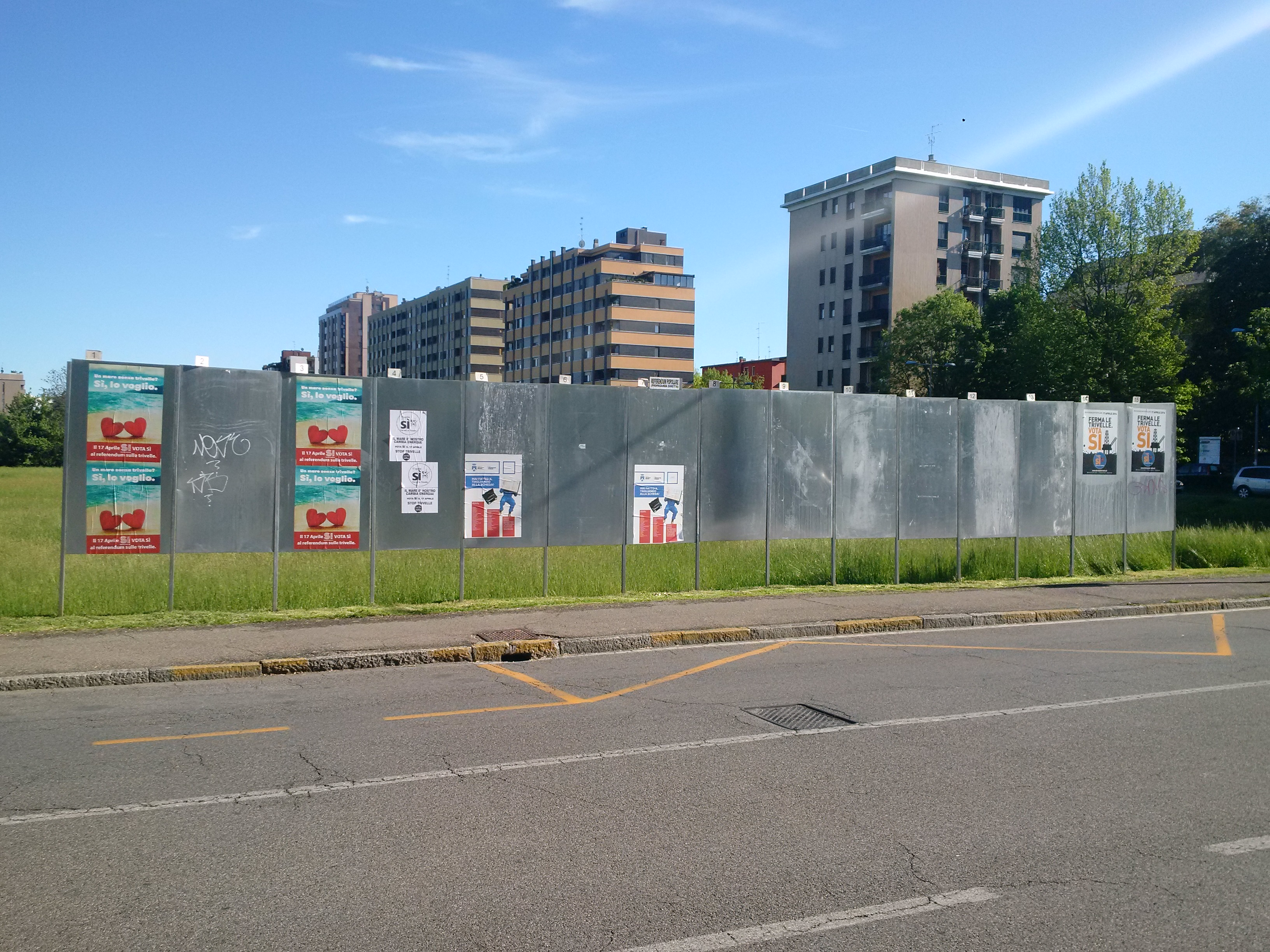
Manifesti elettorali

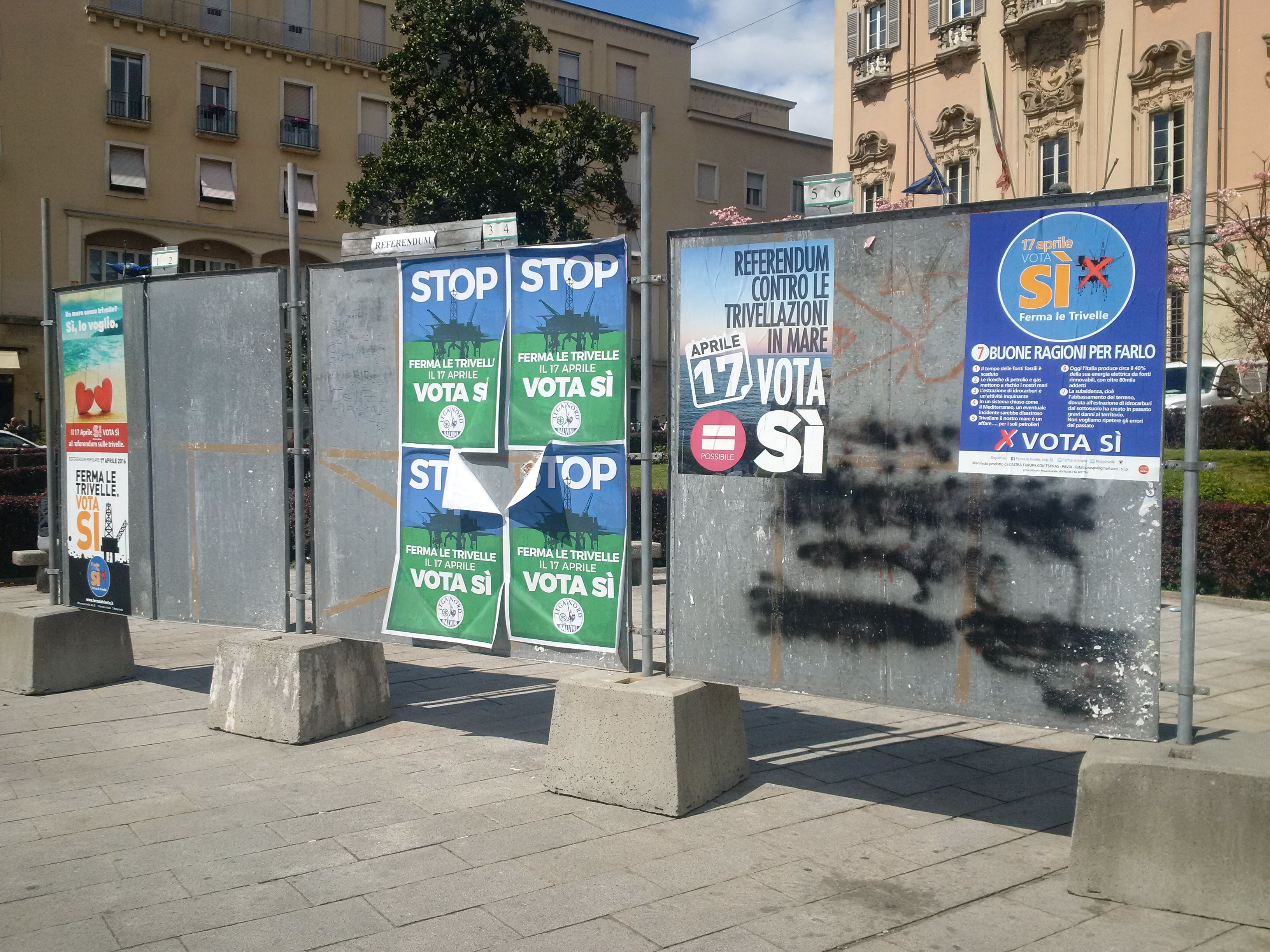
Altri manifesti elettorali

Le posizioni di alcuni partiti sono contenute in un documento dell'AGCOM, che regolerà la par condicio durante la campagna elettorale: si tratta di quei «soggetti politici intenzionati a chiedere spazi informativi o nelle tribune politiche elettorali sulle televisioni private, in vista del referendum».
Nella tabella seguente sono elencate tutte le posizioni prese dai partiti politici – anche non elencati nel documento – presenti nel Parlamento italiano ed europeo.
| Partito                                   | Indicazione di voto | Fonti                              |
| ----------------------------------------- | ------------------- | ---------------------------------- |
| Partito Democratico                       | Astensione          | [ 60 ] [ 62 ]                      |
| Movimento 5 Stelle                        | Sì                  | [ 60 ] [ 63 ]                      |
| Forza Italia                              | Indeciso            | [ 64 ] [ 65 ] [ 66 ] [ 67 ] [ 68 ] |
| Nuovo Centrodestra                        | Indeciso            | [ 69 ] [ 70 ]                      |
| Sinistra Italiana                         | Sì                  | [ 60 ] [ 71 ]                      |
| Scelta Civica                             | Astensione          | [ 72 ]                             |
| Lega Nord                                 | Sì                  | [ 60 ]                             |
| Conservatori e Riformisti                 | Sì                  | [ 73 ]                             |
| Democrazia Solidale                       |                     |                                    |
| Fratelli d'Italia - Alleanza Nazionale    | Sì                  | [ 74 ] [ 75 ]                      |
| Unione di Centro                          | Indeciso            | [ 76 ] [ 77 ]                      |
| Alternativa Libera                        | Sì                  | [ 78 ]                             |
| Popolari per l'Italia                     | Sì                  | [ 79 ]                             |
| Partito Socialista Italiano               | Sì                  | [ 80 ]                             |
| Südtiroler Volkspartei                    |                     |                                    |
| Possibile                                 | Sì                  | [ 60 ] [ 81 ]                      |
| Movimento X                               |                     |                                    |
| Movimento Associativo Italiani all'Estero |                     |                                    |
| Centro Democratico                        | Sì                  | [ 82 ]                             |
| Movimento per le Autonomie                | No                  | [ 83 ]                             |
| Partito Autonomista Trentino Tirolese     |                     |                                    |
| Il Megafono - Lista Crocetta              | No                  | [ 84 ] [ 85 ]                      |
| Italia dei Valori                         | Sì                  | [ 86 ]                             |
| Nuovo PSI                                 |                     |                                    |
| Riformatori Sardi                         | Indeciso            | [ 87 ]                             |
| Stella Alpina                             |                     |                                    |
| Unione Sudamericana Emigrati Italiani     |                     |                                    |
| Federazione dei Verdi                     | Sì                  | [ 60 ] [ 88 ]                      |
| Unione per il Trentino                    |                     |                                    |
| Union Valdôtaine                          |                     |                                    |
| Verdi del Sudtirolo                       | Sì                  | [ 89 ]                             |
| Libertà e Autonomia - Noi Sud             |                     |                                    |
| Alleanza Liberalpopolare                  |                     |                                    |
| Italia Unica                              |                     |                                    |
| Movimento Base Italia                     |                     |                                    |
| Fare!                                     | Indeciso            | [ 90 ] [ 91 ]                      |
| Identità e Azione                         |                     |                                    |
| L'Altra Europa con Tsipras                | Sì                  | [ 60 ]                             |

### Altri soggetti
Nel documento dell'AGCOM risultano inserite anche alcune associazioni che intendono fare campagna elettorale.
Di seguito si elencano, in aggiunta alle associazioni di cui sopra, anche altri soggetti di rilevanza nazionale che hanno espresso il loro parere sul referendum.
| Ente                                             | Orientamento | Fonti  |
| ------------------------------------------------ | ------------ | ------ |
| Circoli dell'Ambiente e della Cultura Rurale     | Astensione   | [ 60 ] |
| Federalisti Democratici Europei                  | No           | [ 60 ] |
| Associazione «Ottimisti e Razionali»             | Astensione   | [ 60 ] |
| Confederazione COBAS                             | Sì           | [ 60 ] |
| Confederazione Unitaria di Base (CUB)            | Sì           | [ 92 ] |
| Unione Sindacale di Base (USB)                   | Sì           | [ 93 ] |
| Associazione A Sud Ecologia e Cooperazione ONLUS | Sì           | [ 60 ] |
| Associazione Marevivo                            | Sì           | [ 60 ] |
| Legambiente                                      | Sì           | [ 60 ] |
| FareAmbiente – Movimento ecologista europeo      | Sì           | [ 60 ] |
| Associazione «Amici della Terra»                 | Astensione   | [ 94 ] |
| Greenpeace ONLUS                                 | Sì           | [ 60 ] |
| Associazione «Prima le Persone»                  | Sì           | [ 60 ] |
| Confederazione italiana agricoltori              | Sì           | [ 60 ] |
| Associazione «Rete della Conoscenza»             | Sì           | [ 60 ] |
| Associazione «TILT! Onlus»                       | Sì           | [ 60 ] |
| Associazione Italiana Nucleare                   | No           | [ 95 ] |
| WWF                                              | Sì           | [ 96 ] |
| Adusbef                                          | Sì           | [ 96 ] |
| ARCI                                             | Sì           | [ 96 ] |
| FIOM                                             | Sì           | [ 96 ] |
| Libera                                           | Sì           | [ 96 ] |
| Lega Italiana Protezione Uccelli                 | Sì           | [ 96 ] |
| Federazione Nazionale Pro Natura                 | Sì           | [ 96 ] |
| Rete degli studenti medi                         | Sì           | [ 96 ] |
| Slow Food                                        | Sì           | [ 96 ] |
| Touring Club Italiano                            | Sì           | [ 96 ] |

## Controversie

### Le denunce penali per gli inviti all'astensione da parte dei membri del Governo
Prima del voto sono state presentate denunce penali nei confronti di alcuni membri del Governo e alte cariche dello Stato per presunte violazioni alla normativa elettorale, precisamente per l'invito all'astensione. In particolare, il Presidente del Consiglio e segretario del PD Matteo Renzi rivendicò la legittimità dell'astensione, giungendo a definire il referendum "una bufala"; analoghi toni sminuenti adottò il Presidente emerito della Repubblica e senatore a vita Giorgio Napolitano, difendendo il diritto all'astensione e definendo l'iniziativa referendaria "inconsistente e pretestuosa".
Di conseguenza, Maurizio Buccarella, senatore del Movimento 5 Stelle, e Riccardo Magi, segretario dei Radicali Italiani, hanno consegnato le denunce alla Procura di Roma contro il Presidente del Consiglio Renzi e il viceministro allo Sviluppo Economico Teresa Bellanova per la violazione di alcune disposizioni contenute nel testo unico delle leggi recanti norme per l'elezione della Camera dei deputati (applicabile anche alle consultazioni referendarie), tra cui l'articolo 98 che afferma:
Due giorni prima del voto anche l'allora segretario nazionale del Partito della Rifondazione Comunista Paolo Ferrero ha denunciato Matteo Renzi per induzione all'astensione.

### Presunta violazione del silenzio elettorale
Il giorno del referendum, mentre la votazione era ancora in corso, esponenti di varie forze politiche avrebbero violato il silenzio elettorale rilasciando dichiarazioni a telegiornali, agenzie di stampa e altri mezzi di comunicazione di massa, a sostegno ora del «sì», ora del «no», ora dell'astensione. Tra questi, si è distinto il deputato del PD Ernesto Carbone, che di fronte all'evidente mancato raggiungimento del quorum ha beffeggiato scrivendo "ciaone" sul suo account Twitter i sostenitori del referendum.

## Esito

### Affluenza
| Area   | domenica  | domenica  | domenica   |
| Area   | ore 12:00 | ore 19:00 | definitiva |
| ------ | --------- | --------- | ---------- |
| Italia | 8,36%     | 23,48%    | 32,16%     |
| Estero | 19,73%    | 19,73%    | 19,73%     |
| Totale | Totale    | Totale    | 31,19%     |

### Scrutinio
| Sì                          | 13 334 607 | 85,85 |  |  |  |  |  |  |
| No                          | 2 198 715  | 14,15 |  |  |  |  |  |  |
| Totale                      | 15 533 322 | 100   |  |  |  |  |  |  |
|                             |            |       |  |  |  |  |  |  |
| Schede bianche              | 104 413    | 0,66  |  |  |  |  |  |  |
| Schede nulle                | 168 753    | 1,07  |  |  |  |  |  |  |
| Votanti                     | 15 806 488 | 31,19 |  |  |  |  |  |  |
| Elettori                    | 50 681 765 |       |  |  |  |  |  |  |
|                             |            |       |  |  |  |  |  |  |
| Esito: Quorum non raggiunto |            |       |  |  |  |  |  |  |

### Risultati per area

#### Risultati in Italia
| Sì             | 12 822 908 | 86,44 |  |  |  |  |  |  |
| No             | 2 011 178  | 13,56 |  |  |  |  |  |  |
| Totale         | 14 834 086 | 100   |  |  |  |  |  |  |
|                |            |       |  |  |  |  |  |  |
| Schede bianche | 91 126     | 0,61  |  |  |  |  |  |  |
| Schede nulle   | 101 728    | 0,68  |  |  |  |  |  |  |
| Votanti        | 15 026 940 | 32,16 |  |  |  |  |  |  |
| Elettori       | 46 730 317 |       |  |  |  |  |  |  |

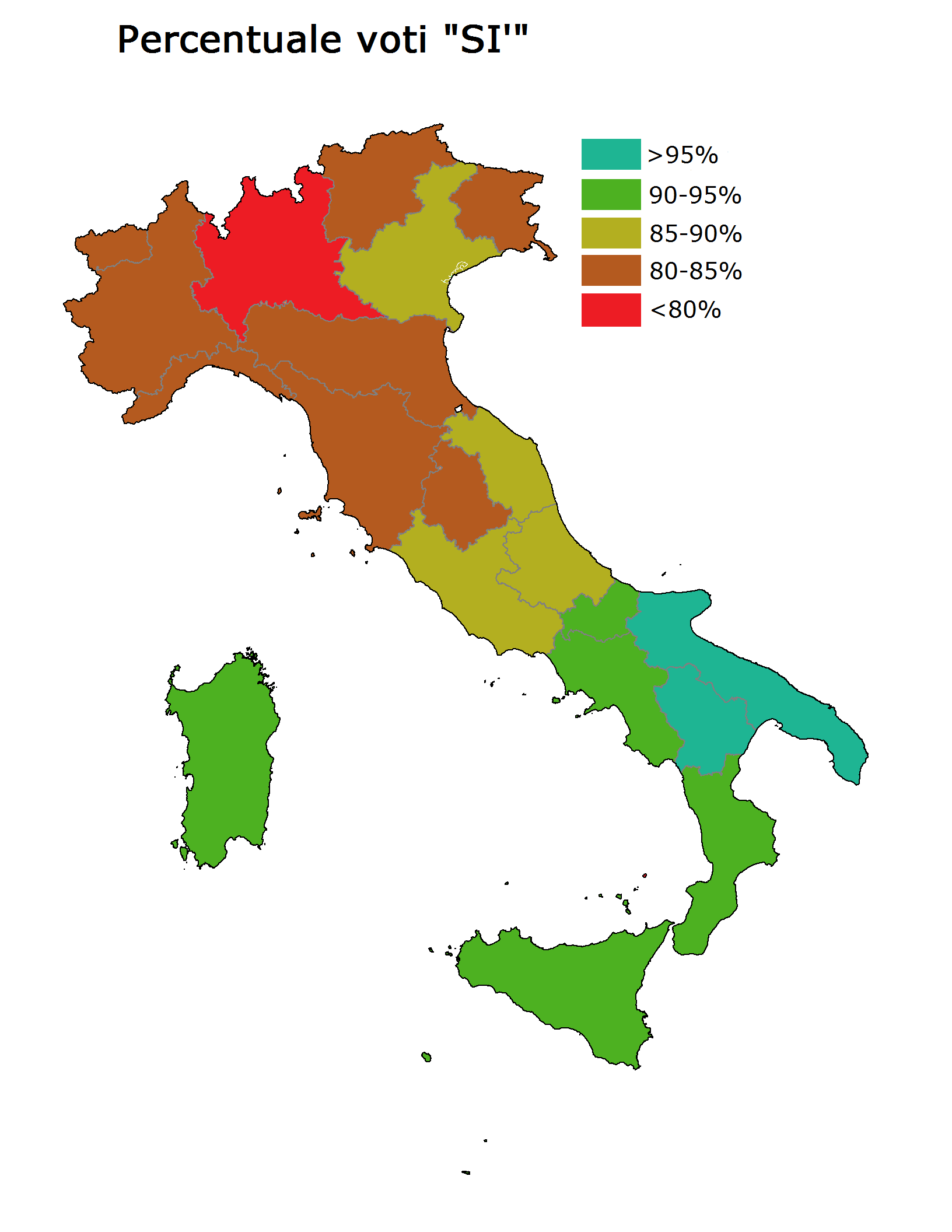
I risultati del referendum nelle varie regioni italiane

La Basilicata è stata l'unica regione in cui si è raggiunto il quorum (oltre alla più alta percentuale di voti per il «sì»), mentre la più bassa affluenza e la maggiore frazione di suffragi per il «no» sono state registrate nella Circoscrizione Estero.
La provincia con la minor percentuale di votanti è stata quella di Bolzano con il 17,61% dei votanti, mentre quella con la maggiore affluenza è stata la provincia di Matera con il 52,35%.
Di seguito i risultati per regione.
| Regione               | Percentuale votanti | Sì     | No     |
| --------------------- | ------------------- | ------ | ------ |
| Valle d'Aosta         | 34,74%              | 83,90% | 16,10% |
| Piemonte              | 34,02%              | 81,37% | 16,63% |
| Liguria               | 31,62%              | 83,29% | 16,71% |
| Lombardia             | 30,46%              | 79,60% | 20,40% |
| Trentino-Alto Adige   | 25,19%              | 83,74% | 16,26% |
| Veneto                | 37,86%              | 85,63% | 14,37% |
| Friuli-Venezia Giulia | 32,16%              | 81,97% | 18,03% |
| Emilia-Romagna        | 34,27%              | 80,30% | 19,70% |
| Toscana               | 30,77%              | 83,55% | 16,46% |
| Marche                | 34,75%              | 85,18% | 14,82% |
| Umbria                | 28,42%              | 82,77% | 17,23% |
| Lazio                 | 32,01%              | 88,29% | 11,71% |
| Abruzzo               | 35,44%              | 88,27% | 11,73% |
| Molise                | 32,73%              | 90,76% | 9,24%  |
| Campania              | 26,13%              | 91,45% | 8,55%  |
| Basilicata            | 50,16%              | 96,40% | 3,60%  |
| Puglia                | 41,65%              | 95,09% | 4,91%  |
| Calabria              | 26,69%              | 93,02% | 6,98%  |
| Sicilia               | 28,40%              | 92,56% | 7,46%  |
| Sardegna              | 32,34%              | 92,40% | 7,60%  |

#### Risultati all'estero
| Sì             | 511 699   | 73,18 |  |  |  |  |  |  |
| No             | 187 537   | 26,82 |  |  |  |  |  |  |
| Totale         | 699 236   | 100   |  |  |  |  |  |  |
|                |           |       |  |  |  |  |  |  |
| Schede bianche | 13 287    | 1,70  |  |  |  |  |  |  |
| Schede nulle   | 67 025    | 8,60  |  |  |  |  |  |  |
| Votanti        | 779 548   | 19,73 |  |  |  |  |  |  |
| Elettori       | 3 951 448 |       |  |  |  |  |  |  |

Di seguito i risultati per singola ripartizione.
| Ripartizione                      | Votanti | Percentuale votanti | Sì     | No     |
| --------------------------------- | ------- | ------------------- | ------ | ------ |
| Europa                            | 405 560 | 19,29%              | 73,92% | 26,08% |
| America Meridionale               | 272 806 | 21,56%              | 73,26% | 26,74% |
| America Settentrionale e Centrale | 66 021  | 17,83%              | 69,89% | 30,11% |
| Africa, Asia, Oceania e Antartide | 35 161  | 16,49%              | 69,90% | 30,10% |

### Dati tecnici
1. ↑  Concessioni: A.C 1.AG, A.C 2.AS, A.C 3.AS, A.C 4.AS, A.C 5.AV, A.C 8.ME, A.C 17.AG, A.C 21.AG, A.C 26.EA, A.C 27.EA, A.C 29.EA, A.C 30.EA e CERVIA MARE.
2. ↑  Concessioni: B.C 1.LF, B.C 3.AS, B.C 5.AS, B.C 7.LF e B.C 8.LF.
3. ↑  Concessioni: C.C 1.AG, C.C 3.AG e C.C 6.EO.
4. ↑  Concessioni: D.C 1.AG e D.C 4.AG.
5. ↑  Ricorso numero 02915/2016 REG.RIC. presentato da Codacons e ricorso numero 03788/2016 REG.RIC. presentato da Radicali Italiani e altri.

### Annotazioni
1. 1 2  Dati ripercentualizzati senza computare chi non ha espresso un parere (il 21% del campione).
2. 1 2  Dati ripercentualizzati senza computare chi non ha espresso un parere (il 15% del campione).
3. ↑  Ai fini della regolamentazione della propaganda referendaria, il Partito Democratico è stato formalmente annoverato fra i «soggetti politici […] che si esprimono per l'astensione o la non partecipazione al voto» (si vedano le fonti citate). Tuttavia il partito faceva parte della maggioranza politica di sette dei nove Consigli regionali che richiesero l'indizione del referendum (dal computo è escluso l'Abruzzo, ritiratosi nel gennaio del 2016).
4. ↑  Forza Italia non ha espresso una posizione ufficiale. Il capogruppo di Forza Italia al Senato si è pubblicamente pronunciato per l'astensione, mentre il suo omologo alla Camera si è schierato a favore del «no»; i rappresentanti del partito in Puglia, Abruzzo, Emilia-Romagna e Liguria hanno invece sostenuto il «sì».
5. 1 2  All'interno del partito, come si evince dalle fonti citate, vi sono diverse opinioni in merito, che non fanno emergere una posizione chiara sul quesito referendario.

### Fonti
1. ↑   Referendum popolare il 17 aprile 2016, su Ministero dell'interno, 11 febbraio 2016. URL consultato il 20 marzo 2016 (archiviato il 20 marzo 2016).
2. 1 2  Costituzione della Repubblica Italiana, articolo 75
3. 1 2   Ricognizione delle zone marine aperte alla presentazione di nuove istanze, su Ministero dello sviluppo economico. URL consultato il 15 marzo 2015 (archiviato dall'url originale il 20 marzo 2016).
4. ↑   Mappa delle concessioni, delle piattaforme marine e di altre strutture installate nell'offshore italiano, su unmig.sviluppoeconomico.gov.it, Ministero dello sviluppo economico. URL consultato il 15 marzo 2016 (archiviato dall'url originale il 15 marzo 2016).
5. ↑   Decreto Ministeriale 9 agosto 2013 — Rimodulazione della zona “E” e ricognizione delle zone marine aperte alla presentazione di nuove istanze, su Ministero dello sviluppo economico, 9 agosto 2013. URL consultato il 15 marzo 2016 (archiviato dall'url originale il 20 marzo 2016).
6. ↑   Elenco delle piattaforme marine eroganti, su Ministero dello sviluppo economico. URL consultato il 14 marzo 2016 (archiviato dall'url originale il 17 marzo 2016).
7. ↑   Elenco delle piattaforme marine e strutture assimilabili - oltre 12 miglia, su Ministero dello sviluppo economico. URL consultato il 15 marzo 2016 (archiviato dall'url originale il 17 marzo 2016).
8. 1 2 3   Elenco delle piattaforme marine e strutture assimilabili - entro 12 miglia, su Ministero dello sviluppo economico. URL consultato il 15 marzo 2016 (archiviato dall'url originale il 17 marzo 2016).
9. 1 2 3   Dario Faccini, Le bufale sul referendum del 17 Aprile, su Risorse Economia Ambiente, 7 marzo 2016. URL consultato il 14 marzo 2016 (archiviato il 17 marzo 2016).
10. ↑   Concessione di coltivazione D.C 1.AG, su Ministero dello sviluppo economico. URL consultato il 14 marzo 2016 (archiviato dall'url originale il 17 marzo 2016).
11. ↑   Produzione annuale di gas naturale della concessione D.C 1.AG, su Ministero dello sviluppo economico. URL consultato il 18 marzo 2016 (archiviato dall'url originale il 18 marzo 2016).
12. 1 2   I consumi di gas in Italia tornano a crescere dopo 4 anni, su Qualenergia, 12 gennaio 2016. URL consultato il 20 marzo 2016 (archiviato il 18 marzo 2016).
13. ↑   Consumi petroliferi mensili 2015, su Unione petrolifera, 9 marzo 2016. URL consultato il 18 marzo 2016 (archiviato il 18 marzo 2016).
14. ↑   Trivelle: Greenpeace, inquinamento da piattaforme italiane, in ANSA, 3 marzo 2016. URL consultato il 20 marzo 2016 (archiviato il 20 marzo 2016).
15. ↑   FAQ – Vademecum Referendum – fermaletrivelle.it, su Ferma le trivelle. URL consultato il 18 marzo 2016 (archiviato il 20 marzo 2016).
16. ↑   Trivelle fuorilegge: un rapporto di Greenpeace svela l'inquinamento delle piattaforme italiane, su Greenpeace, 3 marzo 2016. URL consultato il 18 marzo 2016 (archiviato il 18 marzo 2016).
17. ↑   Antonio Cianciullo, Greenpeace: «Contaminato il mare vicino alle trivelle», su la Repubblica, 3 marzo 2016. URL consultato il 19 marzo 2016 (archiviato il 19 marzo 2016).
18. ↑   Luisiana Gaita, «Trivelle fuorilegge nell'Adriatico: cozze e sedimenti contaminati vicino a piattaforme», su Il Fatto Quotidiano, 3 marzo 2016. URL consultato il 19 marzo 2016 (archiviato il 19 marzo 2016).
19. ↑   Open data sulle piattaforme marine oggetto del referendum di Domenica 17 Aprile, su DatiOpen.it - Portale dei dati aperti in Italia. URL consultato il 15 novembre 2016.
20. ↑   Richiesta referendum ai Consigli Regionali: «Stop ai progetti petroliferi in mare», su Coordinamento No Triv, 1º novembre 2015. URL consultato il 19 marzo 2016 (archiviato dall'url originale il 19 marzo 2016).
21. ↑   Franco Iacop, Approvata la predisposizione di proposta referendaria sul decreto cd. Sblocca Italia, su Conferenza dei Presidenti delle Assemblee Legislative delle Regioni e delle Province autonome, 11 settembre 2015. URL consultato il 20 marzo 2016 (archiviato il 21 marzo 2016).
22. ↑  Legge 25 maggio 1970, n. 352, articolo 32.
23. ↑   Trivellazioni, dieci Regioni depositano sei referendum, in la Repubblica, 30 settembre 2015. URL consultato il 21 marzo 2016 (archiviato il 21 marzo 2016).
24. ↑   Antonio Pitoni e Giorgio Velardi, Trivellazioni off shore: 8 Regioni pronte a referendum contro il governo, in il Fatto Quotidiano, 29 settembre 2015. URL consultato il 21 marzo 2016 (archiviato il 21 marzo 2016).
25. ↑   Raffaele Lupoli, Trivelle, sei Regioni dicono sì. Il referendum si può fare, in Left, 25 settembre 2015. URL consultato il 21 marzo 2016 (archiviato dall'url originale il 21 marzo 2016).
26. ↑   Maurizio Di Fazio, Trivellazioni, l'Abruzzo si sfila dalla partita referendum. La rabbia dei No Triv, in Il Fatto Quotidiano, 15 gennaio 2016. URL consultato il 21 marzo 2016 (archiviato il 17 marzo 2016).
27. ↑   Verso il referendum. Focus sintetico sui quesiti referendari No Triv, su Coordinamento Nazionale No Triv, 17 ottobre 2016. URL consultato il 10 marzo 2016 (archiviato dall'url originale il 17 marzo 2016).
28. ↑   Luisiana Gaita, Trivelle, la Consulta dice sì al referendum sulla durata delle concessioni, su il Fatto Quotidiano, 19 gennaio 2016. URL consultato il 19 marzo 2016 (archiviato il 19 marzo 2016).
29. ↑   M. T. A., Trivelle, primo sì. Ora il vaglio alla Consulta, in il manifesto, 29 novembre 2016. URL consultato il 21 marzo 2016 (archiviato il 21 marzo 2016).
30. ↑   Trivelle: Cassazione, sì ai referendum, ANSA, 27 novembre 2015. URL consultato il 19 marzo 2016 (archiviato il 19 marzo 2016).
31. ↑   Referendum Trivelle (PDF), su greenpeace.org, Istituto Ixé, 9-11 dicembre 2015. URL consultato il 21 marzo 2016 (archiviato l'11 marzo 2016).
32. ↑   Trivelle: M5S, ora conflitto attribuzione, ANSA, 10 gennaio 2016. URL consultato il 19 marzo 2016 (archiviato il 12 gennaio 2016).
33. ↑   Trivelle, sì della Consulta al referendum sulla durata delle autorizzazioni, in la Repubblica, 19 gennaio 2016. URL consultato il 21 marzo 2016 (archiviato il 21 marzo 2016).
34. ↑   Trivelle: Consulta, un referendum ammesso, 5 improcedibili, ANSA, 19 gennaio 2016. URL consultato il 19 marzo 2016 (archiviato il 19 marzo 2016).
35. 1 2   Claudio Schirru, Referendum anti-trivelle 17 aprile 2016: cosa si voterà, in Leonardo, 8 marzo 2016. URL consultato il 21 marzo 2016 (archiviato il 17 marzo 2016).
36. ↑   Trivelle, Consulta boccia ricorsi delle regioni su conflitto attribuzioni tra poteri stato, in Il Fatto Quotidiano, 9 marzo 2016. URL consultato il 21 marzo 2016 (archiviato il 17 marzo 2016).
37. ↑   Trivelle: Consulta boccia i ricorsi delle regioni, in RAI News 24, 9 marzo 2016. URL consultato il 21 marzo 2016 (archiviato il 21 marzo 2016).
38. ↑   Pro e contro il referendum sulle trivellazioni, in Il Post, 8 marzo 2016. URL consultato il 25 marzo 2016 (archiviato il 25 marzo 2016).
39. ↑   Per le trivelle fissato il referendum, sarà il 17 aprile, in ANSA, 11 febbraio 2016. URL consultato il 25 marzo 2016 (archiviato il 27 febbraio 2016).
40. ↑   I costi del referendum, in Sky TG24, 18 aprile 2016. URL consultato il 20 aprile 2016.
41. ↑   RENZI: "NON HA VINTO IL GOVERNO MA HANNO VINTO COLORO CHE LAVORANO SULLE PIATTAFORME", in Rai News, 18 aprile 2016. URL consultato il 9 maggio 2016.
42. ↑   Trivelle: Mattarella firma decreto, referendum 17 aprile, in la Repubblica, 16 febbraio 2016. URL consultato il 25 marzo 2016 (archiviato il 27 febbraio 2016).
43. 1 2   Simona Bonfante, Colpo di scena: il referendum sulle trivelle potrebbe saltare, in Linkiesta, 6 aprile 2016. URL consultato il 9 aprile 2016 (archiviato il 9 aprile 2016).
44. ↑   Trivelle, referendum: 13 aprile il Tar del Lazio decide sul ricorso Codacons per Election-day, AGI, 6 aprile 2016. URL consultato il 9 aprile 2016 (archiviato il 9 aprile 2016).
«[…] la data del 17 aprile 2016, fissata nel Decreto Presidenziale in contestazione, per la convocazione dei comizi ai fini del referendum di cui trattasi, è pur sempre successiva alla prima Camera di Consiglio calendarizzata per questa Sezione ed utile per l'esame collegiale dell'istanza cautelare (13.4.2016) […]»
45. ↑   Election day, Emiliano: «Regione interverrà in giudizio Codacons al Tar Lazio», Regione Puglia, 7 aprile 2016. URL consultato il 9 aprile 2016 (archiviato dall'url originale il 9 aprile 2016).
46. ↑   Referendum Trivelle. Codacons: Anche il comune di Napoli chiede l'election-day, su ilsussidiario.net, 12 aprile 2016.
47. ↑   Referendum: anche la Regione Veneto interviene al Tar a sostegno del ricorso Codacons, Agenzia Giornalistica Italia, 12 aprile 2016.
48. 1 2   Valentina Santarpia, Tar: no all'election day, confermato il referendum del 17 aprile. Codacons: «Spreco di 300 milioni», in Corriere della Sera, 13 aprile 2016. URL consultato il 14 aprile 2016 (archiviato il 14 aprile 2016).
49. ↑   Trivelle,Consiglio di Stato: «Ok referendum 17 aprile, no Election Day», in TGcom24, 15 aprile 2016. URL consultato il 16 aprile 2016 (archiviato il 16 aprile 2016).
50. 1 2 3   Gestione Domande e Risposte Sondaggio, su sondaggipoliticoelettorali.it. URL consultato il 31 marzo 2016.
51. ↑   La sfida delle trivelle, La7, 26 marzo 2016,  a 24 min 45 s. URL consultato il 27 marzo 2016.
52. ↑   Referendum popolare il 17 aprile 2016, Ministero dell'interno, 11 febbraio 2016. URL consultato il 9 marzo 2016 (archiviato il 20 marzo 2016).
53. ↑   DPR 15 febbraio 2016 di indizione del referendum, su gazzettaufficiale.it.
54. ↑   Servizio Studi del Parlamento italiano, Disposizioni per la formazione del bilancio annuale e pluriennale dello Stato (Stabilità 2016) (PDF), su senato.it,  310-311.
55. ↑   Referendum trivelle, Michele Emiliano: "Matteo Renzi studi la materia come faccio io", su L'Huffington Post, 21 marzo 2016. URL consultato il 13 aprile 2016 (archiviato il 13 aprile 2016). Questa tesi è sostenuta da Giampiero Buonomo (vedi:  Il referendum sulla durata della concessione di coltivazione di idrocarburi liquidi e gassosi entro le 12 miglia dalla linea costiera (PDF), su edizioniesi.it. URL consultato il 15 aprile 2016 (archiviato dall'url originale l'11 settembre 2017)).
56. ↑   Agnese Rapicetta, Referendum sulle trivelle: le ragioni del Sì, su L'Unità, 28 marzo 2016. URL consultato il 13 aprile 2016 (archiviato il 13 aprile 2016).
57. ↑   Direzione Pd – Intervento di Claudio De Vincenti, su L'Unità, 4 aprile 2016. URL consultato il 13 aprile 2016 (archiviato il 16 aprile 2016).
58. ↑   Le bufale di Emiliano (II parte), su Ottimisti e Razionali, 6 aprile 2016. URL consultato il 13 aprile 2016 (archiviato dall'url originale il 13 aprile 2016).
59. ↑   Pietro Ichino, Un referendum privo di un oggetto apprezzabile, su pietroichino.it, 8 aprile 2016. URL consultato il 16 aprile 2016 (archiviato il 12 aprile 2016).
60. 1 2 3 4 5 6 7 8 9 10 11 12 13 14 15 16 17 18 19 20 21 22   Referendum popolare del 17 aprile 2016 – Elenco dei soggetti politici ai sensi dell'articolo 2, comma 2, della delibera n. 73/16/CONS (PDF), su agcom.it, Autorità per le garanzie nelle comunicazioni, 16 marzo 2016. URL consultato il 28 marzo 2016 (archiviato dall'url originale il 15 aprile 2016).
61. ↑   Luisiana Gaita, Referendum Trivelle, scontro Pd su astensione. Segreteria sfida minoranza: «Contiamoci per uso simbolo», in il Fatto Quotidiano, 17 marzo 2016. URL consultato il 24 marzo 2016.
62. ↑   Monica Rubino, Referendum trivelle, il Pd si astiene. La minoranza: "Chi l'ha deciso?". La segreteria: "Quesito inutile", in La Repubblica, 17 marzo 2016. URL consultato il 17 marzo 2016 (archiviato il 17 marzo 2016).
63. ↑   Trivelle, "Governo riferisca su rischi salute legati a 'cozze da piattaforma'", su beppegrillo.it, 11 marzo 2016. URL consultato il 22 marzo 2016 (archiviato dall'url originale il 22 marzo 2016).
64. ↑   Referendum sulle trivellazioni: cosa votano i partiti?.
65. ↑   Referendum Trivelle, 17 aprile: cosa voteranno i partiti (e i ministri)?. URL consultato il 17 aprile 2016 (archiviato dall'url originale il 16 aprile 2016).
66. ↑   Paolo Romani, Batteremo Renzi in altre occasioni, non rinnegando noi stessi, 15 aprile 2016. URL consultato il 17 aprile 2016 (archiviato dall'url originale il 16 aprile 2016).
67. ↑   Fabio Callori, Referendum trivelle, Forza Italia Emilia Romagna vota sì, 7 marzo 2016. URL consultato il 22 marzo 2016 (archiviato il 17 marzo 2016).
68. ↑   Forza Italia contro le trivelle, manifestazione il 10 aprile in tutta la Puglia, in Corriere Salentino, 18 marzo 2016. URL consultato il 22 marzo 2016 (archiviato il 22 marzo 2016).
69. ↑   Tancredi: «Decisione Consulta dimostra polemiche su trivelle infondate», in Area Popolare (Camera), 19 gennaio 2016. URL consultato il 23 marzo 2016 (archiviato dall'url originale il 23 marzo 2016).
70. ↑   Accursio Soldano, L'NCD di Ribera per il "sì" al referendum sulle trivelle, in Teleradio Sciacca. URL consultato il 23 marzo 2016 (archiviato il 23 marzo 2016).
71. ↑   Sinistra Italiana si mobilita per il referendum: Votare Sì per fermare le trivelle. Fratoianni: la Rai non fa informazione secondo le regole, su Sinistra Ecologia Libertà, 15 marzo 2016. URL consultato il 22 marzo 2016 (archiviato il 22 marzo 2016).
72. ↑   Enrico Zanetti, Non è materia da referendum, le figure istituzionali ne stiano fuori, in Scelta Civica. URL consultato il 16 aprile 2016 (archiviato dall'url originale il 16 aprile 2016).
73. ↑   Referendum, Conservatori e Riformisti: 'Oltre al contributo volontario saremo impegnati sui territori con iniziative', in I Like Puglia, 22 marzo 2016.
74. ↑   Fratelli d'Italia AN al favore del Sì per fermare le trivellazioni al largo delle nostre coste, su traninews.it, 10 marzo 2016.
75. ↑   Gianni Rosa e Marcello Gemmato, FdI-AN di Basilicata e Puglia favore del 'si' al referendum contro le trivellazioni, su oltrefreepress.com, 7 marzo 2016.
76. ↑   Giuseppe Vatinno, Il Ministro Galletti e le trivelle, in Affaritaliani.it, 23 marzo 2016. URL consultato il 23 marzo 2016 (archiviato il 24 marzo 2016).
77. ↑   Angelo Cera "trivella" Galletti: «Udc a favore del referendum», in San Marco in Lamis, 23 marzo 2016. URL consultato il 23 marzo 2016 (archiviato dall'url originale il 24 marzo 2016).
78. ↑   Trivelle, Alternativa Libera: «La bocciatura della Consulta non fermi i governatori PD», 9 marzo 2016. URL consultato il 23 marzo 2016 (archiviato il 23 marzo 2016).
79. ↑   TRIVELLAZIONI/Popolari per l'Italia: votiamo Sì a referendum, su popolariperlitalia.org, Popolari per l'Italia, 5 aprile 2016. URL consultato l'8 aprile 2016 (archiviato l'8 aprile 2016).
80. ↑   Referendum, il PSI siciliano contro le trivellazioni [collegamento interrotto], in Trapani Oggi.
81. ↑   Alessio Ruta, Possibile di nuovo sulla strada e nelle piazze. Contro le trivellazioni in mare, su possibile.com, 10 marzo 2016.
82. ↑   Pietro Romeo, Centro democratico: no alla trivellazioni una battaglia di civiltà, su catanzaroinforma.it, 11 marzo 2016.
83. ↑   Salvo Toscano, Trivelle, no dell'Ars al referendum. Pd vota contro, Udc: «Brutta pagina», 23 settembre 2015. URL consultato il 23 marzo 2016 (archiviato il 24 marzo 2016).
84. ↑   Caso trivelle, Crocetta: "In Sicilia si cerca gas, no rischi e no referendum", su Repubblica.it. URL consultato il 18 marzo 2016.
85. ↑   Alessia Rotolo, Trivelle, Crocetta: «Altre Regioni non hanno gas. Referendum ideologico, una stupidata dire sì», su MeridioNews. URL consultato il 18 marzo 2016 (archiviato il 24 marzo 2016).
86. ↑   Giuseppe Vatinno, Trivelle, IdV: Bocciati 2 referendum, noi diciamo no, su italiadeivalori.it, Italia dei Valori, 9 marzo 2016 (archiviato dall'url originale il 19 aprile 2016).
87. ↑   Referendum anti trivelle, Cossa (Riformatori): “Vitale per la democrazia esprimere liberamente la propria opinione. Domenica 17 aprile bisogna andare a votare perché i referendum sono fondamentali”, in CronacaOnline, 13 aprile 2016. URL consultato il 16 aprile 2016 (archiviato il 16 aprile 2016).
88. ↑   Il 17 Aprile - Referendum contro le trivellazioni., su verdi.it, Federazione dei Verdi. URL consultato il 15 marzo 2016 (archiviato dall'url originale il 15 marzo 2016).
89. ↑   Brigitte Foppa e Hans Heiss, I tempi cambiano, e la politica verde?, su verdi.bz.it, 12 marzo 2016.
90. ↑   Claudio Baccarin, Referendum, la Lega lavora per il quorum, in Il Mattino, Padova, 2 marzo 2016. URL consultato il 23 marzo 2016 (archiviato il 23 marzo 2016).
«[…] Sta invece alla finestra il movimento Fare! di Flavio Tosi. «Prima di assumere una posizione ufficiale sulla materia — argomenta la senatrice Patrizia Bisinella — ci consulteremo tra noi. Abbiamo anche incaricato degli esperti per avere delle informazioni tecniche puntuali su cui basarci»»
91. ↑   Referendum trivelle, Tosi vede Renzi: «No o astensione», in Adnkronos, 6 aprile 2016. URL consultato il 16 aprile 2016 (archiviato il 16 aprile 2016).
92. ↑   CUB e SGB Nazionali per il SI’ al Referendum del 17 APRILE 2016, 2 aprile 2016. URL consultato il 5 aprile 2016 (archiviato il 5 aprile 2016).
93. ↑   L’Unione Sindacale di Base per il SI al referendum contro le trivellazioni del 17 Aprile 2016, 13 marzo 2016. URL consultato il 5 aprile 2016 (archiviato dall'url originale il 5 aprile 2016).
94. ↑   Un referendum sbagliato, 1º marzo 2016. URL consultato il 17 aprile 2016 (archiviato dall'url originale il 30 agosto 2018).
95. ↑   Oscar Figus, Il 17 aprile Referendum abrogativo rinnovo automatico concessioni trivelle entro 12 miglia, in Figus.org, 19 marzo 2016. URL consultato il 25 marzo 2016 (archiviato dall'url originale il 25 marzo 2016).
96. 1 2 3 4 5 6 7 8 9 10   Nasce il comitato referendum trivelle, in WWF, 26 febbraio 2016. URL consultato il 25 marzo 2016 (archiviato il 25 marzo 2016).
97. ↑   Andrea Fabozzi, Renzi vuole il fallimento del referendum? È un reato, in il manifesto, 6 aprile 2016. URL consultato il 9 aprile 2016 (archiviato il 9 aprile 2016).
98. ↑   Maria Teresa Meli, Trivelle, Renzi: «È un referendum bufala. Astensione è legittima», in Corriere della Sera, 14 aprile 2016. URL consultato il 15 marzo 2017.
99. ↑   Gabriele Bertocchi, Napolitano: "Trivelle? Un pretesto È legittimo non votare", in Il Giornale, 14 aprile 2016. URL consultato il 15 marzo 2017.
100. ↑   Carlantonio Solimene, Renzi invita a non votare, ma la legge lo vieta, in Il Tempo, 8 aprile 2016. URL consultato il 9 aprile 2016 (archiviato dall'url originale il 9 aprile 2016).
101. ↑  Decreto del presidente della Repubblica 30 marzo 1957, n. 361 – Testo unico delle leggi recanti norme per la elezione della Camera dei deputati, articolo 98.
102. ↑   Agnese Ananasso, Referendum trivelle, Carbone twitta 'ciaone' e scatena polemica nel Pd, in La Repubblica, 17 aprile 2016. URL consultato il 15 marzo 2017.
103. ↑   Redazione dell'Huffington Post, Referendum, Ernesto Carbone lancia l'hashtag #ciaone contro chi ha votato. Sinistra Italiana: "Arroganti", in L'Huffington Post, 17 aprile 2016. URL consultato il 15 marzo 2017.
104. ↑   Sintesi scrutini (PDF), su elezioni.interno.it, Ministero dell'Interno. URL consultato il 21 aprile 2016 (archiviato dall'url originale il 21 aprile 2016).
105. ↑   Referendum trivelle, l’affluenza città per città: Matera l’unica a superare il 50 per cento, a Sondrio vota solo uno su 5, in Il Fatto Quotidiano, 18 aprile 2016.